# Weißer Oleander (2002)
Weißer Oleander (White Oleander) ist ein US-amerikanisches Filmdrama von Peter Kosminsky aus dem Jahr 2002. Die Handlung beruht auf einem Roman von Janet Fitch.

## Handlung
Ingrid Magnussen ist alleinerziehende Mutter eines Mädchens im Teenager-Alter. Sie verliebt sich in Barry Kolker, der sie enttäuscht. Sie vergiftet ihn mit dem Extrakt aus dem Weißen Oleander.
Ingrid wird zu einer langjährigen Haftstrafe verurteilt. Sie führt Korrespondenz mit ihrer Tochter Astrid, die von einer Pflegefamilie zur nächsten weitergereicht wird. In den beiden ersten der drei Familien löst sie Katastrophen aus, an denen ihre Mutter durch ihren starken Einfluss auf Astrid Mitschuld trägt, da sie ihre Tochter anderen Menschen nicht anvertrauen will. Nach einem Gespräch zwischen Ingrid und der liebevollen, aber unsicheren Claire, die Astrid als Pflegemutter lieben gelernt hat, begeht Claire Selbstmord. Astrid macht ihre Mutter für ihr Unglück verantwortlich und teilt ihr mit, sie wolle sie nicht mehr im Gefängnis besuchen.
Zwischendurch wohnt Astrid auch im Kinderheim, wo sie durch das Zeichnen einen Jungen kennenlernt. Paul und Astrid werden später getrennt, da Astrid noch nicht bereit ist, auf den von Paul vorgeschlagenen Zukunftsplan, mit ihm nach New York zu ziehen, einzugehen. Sie kommen erst zusammen, nachdem Astrid sich emotional von der dominanten Mutter gelöst hat.
Nach dem harten Leben bei Astrids nächster Adoptivfamilie verändert sie sich sowohl äußerlich als auch innerlich. Eines Tages sucht Ingrids Rechtsanwältin Astrid auf, um ihr mitzuteilen, dass ihre Mutter aus dem Gefängnis entlassen werden kann, würde Astrid vor dem Gericht eine Falschaussage machen. Schließlich lässt sich Astrid darauf ein, ihre Mutter nach einer sehr langen Zeit wieder im Gefängnis zu besuchen. Sie schlägt ihrer Mutter einen Handel vor: Sie solle endlich die Wahrheit, die sie Astrid immer verheimlicht hatte, ans Licht bringen, dafür würde Astrid vor dem Gericht die Unwahrheit sagen. Sie bekommt Antworten auf Fragen, die sie sich eine lange Zeit gestellt hat, sowie ein anderes Bild ihrer Mutter als bisher. Am Schluss zieht sie zu ihrem Freund.

## Kritiken
Das Lexikon des internationalen Films bezeichnete den Film als eine „psychologische Studie“, die „intelligent entwickelt“ und „brillant gespielt“ sei. Am Ende sei der Film „kitschig“.

## Auszeichnungen
Michelle Pfeiffer gewann im Jahr 2002 den San Diego Film Critics Society Award und im Jahr 2003 den Kansas City Film Critics Circle Award; sie wurde 2003 für den Screen Actors Guild Award nominiert. Renée Zellweger wurde 2003 für den Golden Satellite Award nominiert. Marc Donato gewann 2003 den Young Artist Award. Die Designerin der Kostüme Susie DeSanto wurde 2003 für den Costume Designers Guild Award nominiert.
Die Deutsche Film- und Medienbewertung FBW in Wiesbaden verlieh dem Film das Prädikat besonders wertvoll.

## Hintergrund
Die Dreharbeiten fanden in Los Angeles statt. Die Produktionskosten wurden auf ca. 16 Millionen US-Dollar geschätzt. Der Film spielte in den Kinos der USA ca. 16,35 Millionen US-Dollar ein.
Der Film hat nichts mit dem unter dem gleichen deutschen Verleihtitel erschienen US-Film Weißer Oleander aus dem Jahr 1946 mit Gene Tierney, Walter Huston und Vincent Price zu tun, dessen Originaltitel Dragonwyck lautet.